# My Doorbell
My Doorbell è la terza traccia del gruppo rock statunitense The White Stripes. Dal loro album Get Behind Me Satan del 2005 e il secondo singolo ad essere estratto dall'album. Il brano ha ottenuto nel 2006 una nomination ai Grammy Awards per la migliore performance pop di un duo o gruppo per la loro voce.

## Video Musicale
Il video di questo singolo è stato diretto da i fratelli Malloy, girato in bianco e nero, ritrae Jack White e Meg White esibirsi di fronte a una folla di bambini entusiasmati dal vedere la band.

## Tracklist

### CD
1. "My Doorbell"
2. "Screwdriver" (Live)

### 7"
1. "My Doorbell"
2. "Same Boy You've Always Known" (Live)

### 12"
1. "My Doorbell"
2. "Blue Orchid" (Remix)